# Agafay
Agafay (en àrab أگفاي, Agafāy; en amazic ⴰⴳⴰⴼⴰⵢ) és una comuna rural de la prefectura de Marràqueix, a la regió de Marràqueix-Safi, al Marroc. Segons el cens de 2014 tenia una població total de 15.452 persones.